# Siti dell'età del bronzo in Cina
Di seguito si riporta la lista dei siti archeologici e delle culture dell'Età del Bronzo in Cina:
- Ba-Shu (ad esempio, i bronzi del villaggio Sanxingdui nel Sichuan)
- Complesso delle tombe Xiaohe
- Contea di Chuxiong, Yunnan, fino al V secolo
- Cultura dei pugnali di bronzo di Liaoning
- Cultura dello Xiajiadian inferiore
- Cultura dello Xiajiadian superiore
- Cultura di Erligang
- Cultura di Erlitou (二里頭), primo e secondo periodo (Henan)
- Cultura di Majiayao
- Cultura di Qijia
- Cultura di Siwa o Siba (Gansu, corso superiore del Fiume Giallo)
- Cultura di Wucheng
- Cultura di Xindian (Gansu)
- Cultura di Xituanshan (Jilin)
- Cultura di Zhukaigou
- Dongxiafeng (Shanxi)
- Fenghao (Shaanxi)
- Jinsha
- Panlongcheng
- Sanxingdui
- Shajing (Gansu)
- Shizhaishan (ad esempio, i bronzi delle sepolture a Shizhaishan, contea di Jinning, Yunnan, dell'antico stato Dian)
- Taosi (Shanxi)
- Wanjiaba (ad esempio, i bronzi delle sepolture a Wanjiaba)
- Xijiadian, strato inferiore (Nord-Hebei) e strato superiore (Nord-Hebei e Liaoning)
- Xingan
- Yueshi (Shandong e Jiangsu settentrionale)
- Zhouyuan (Shaanxi)